# Peter Boyle (Schauspieler)

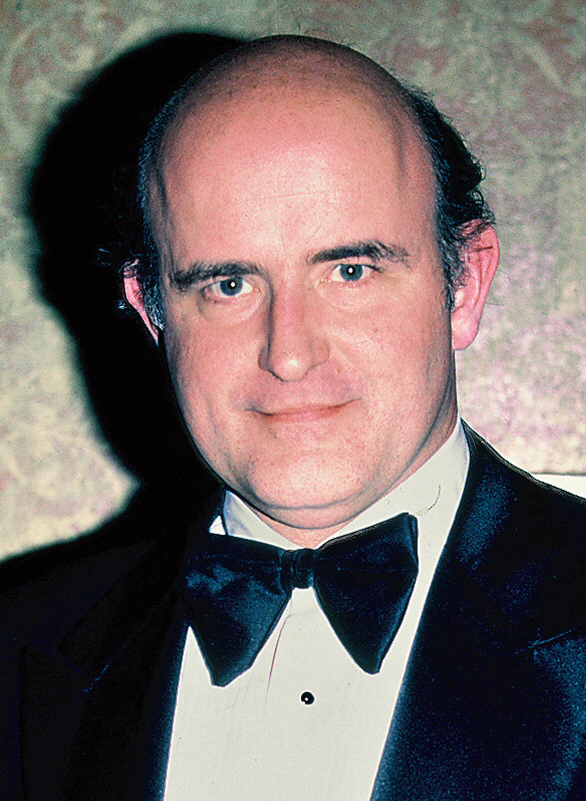
Peter Boyle bei der Premiere des Films F.I.S.T. – Ein Mann geht seinen Weg, 1978

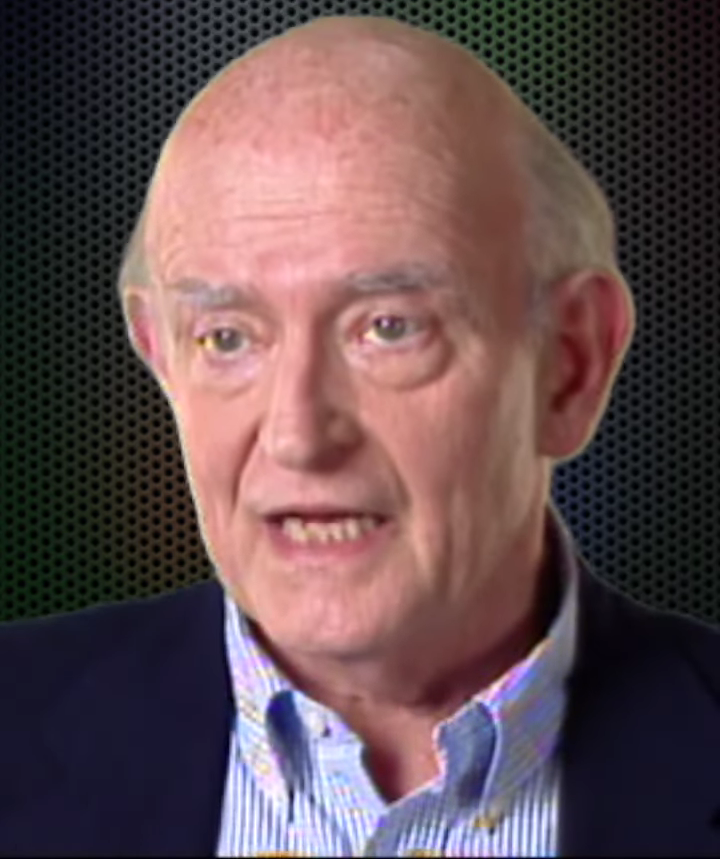
Peter Boyle, circa 2005/2006

Peter Lawrence Boyle (* 18. Oktober 1935 in Philadelphia, Pennsylvania; † 12. Dezember 2006 in New York City) war ein US-amerikanischer Schauspieler.

## Leben
Boyle begann seine Karriere in der United States Army, die er wegen eines Nervenzusammenbruchs verlassen musste. Danach war er bis Ende der 1950er Jahre Mönch in einer christlichen Glaubensbruderschaft, bevor er sich der Schauspielerei widmete. Er nahm hierzu Schauspielunterricht bei der Schauspiellehrerin Uta Hagen in New York City und trat in ersten Off-Broadway-Aufführungen auf. Nach landesweiten Theater-Aufführungen wurde er später ein Mitglied der bekannten Improvisations-Truppe Second City in Chicago.
Ende der 1960er Jahre folgte nach ersten Neben- und Statistenrollen im Fernsehen seine Debütrolle in The Virgin President (1968) sowie eine kurze Szene in dem von Kritikern gefeierten Film Medium Cool aus dem Jahr 1969.
1970 bekam er die Titelrolle in dem Drama Joe – Rache für Amerika, in der Boyle einen erzkonservativen und alkoholkranken Fabrikarbeiter an der Seite von Susan Sarandon spielte. Der Film wurde wegen seiner Gewalttätigkeit und anstößigen Sprache zum Zeitpunkt seines Erscheinens kontrovers diskutiert. Ironischerweise protestierte Boyle zu dieser Zeit oft zusammen mit der Schauspielerin Jane Fonda, mit der er eng befreundet war, gegen den Vietnamkrieg.
Da sich Peter Boyle in seinem schauspielerischen Wirken nicht auf hartherzige Charaktere festlegen wollte, lehnte er nach Joe – Rache für Amerika die Rolle des „Detective Jimmy ‚Popeye‘ Doyle“ in dem mehrfach Oscar-prämierten Polizeidrama Brennpunkt Brooklyn ab, durch das Gene Hackman weltbekannt wurde und für das er einen Oscar erhielt.
Seine komischen Fähigkeiten konnte Boyle 1974 in Mel Brooks’ erfolgreicher Satire Frankenstein Junior unter Beweis stellen, in der er – neben Gene Wilder – das Monster mimte. 1977 verkörperte er dann US-Senator Joseph McCarthy in dem Fernsehdrama Tail Gunner Joe, für das er ebenfalls viel Anerkennung erntete.
Boyle, sowohl für die Darstellung komischer als auch dramatischer Rollen bekannt, war öfter in Nebenrollen als Charakterdarsteller zu sehen als in Hauptrollen. Hierzu gehörten unter anderem Rollen in Taxi Driver, Das Traum-Team und Shadow und der Fluch des Khan. 2002 drehte Boyle zusammen mit Eddie Murphy und Rosario Dawson die Science-Fiction-Komödie Pluto Nash – Im Kampf gegen die Mondmafia.
Zu Boyles Fernsehtätigkeiten gehörten unter anderem Rollen in Fernsehfilmen wie Gefährlicher Ruhm – Aufstieg und Fall des Oliver North oder In the Lake of the Woods. Außerdem war er oft in Gastrollen in Fernsehserien zu sehen. Für die Verkörperung des hellseherisch veranlagten Versicherungsverkäufers „Clyde Bruckman“ in der dritten Staffel der US-Mystery-Serie Akte X gewann Boyle einen Emmy. Von 1996 bis 2005 spielte Peter Boyle den übellaunigen Großvater „Frank Barone“ in der US-Comedy-Serie Alle lieben Raymond (engl. Everybody Loves Raymond), für dessen Darstellung er ebenfalls mehrmals für einen Emmy nominiert wurde, den er aber nie erhielt.
Peter Boyle war seit 1977 mit Loraine Alterman verheiratet, die er bei den Dreharbeiten zu Frankenstein Junior in voller Kostümierung als Frankensteins Monster kennenlernte. Zusammen mit ihr hatte er zwei Töchter, Lucy und Amy. Über seine Ehefrau Loraine, damals eine Reporterin der Musikzeitschrift Rolling Stone und Freundin von Yoko Ono, lernte er John Lennon von den Beatles kennen, mit dem er bis zu dessen Ermordung eng befreundet war und der bei Boyles Hochzeit einer der Trauzeugen war. Außerdem wohnten beide im bekannten New Yorker Dakota Building.
Im Jahr 1990 erlitt Peter Boyle einen Schlaganfall, der auch sein Sprachzentrum schädigte, so dass er fast ein halbes Jahr nicht sprechen konnte. Neun Jahre später erlitt der US-Schauspieler auf dem Set von Alle lieben Raymond einen Herzinfarkt.
Am 12. Dezember 2006 verstarb Peter Boyle an den Folgen seiner Herzerkrankung und seiner Knochenmarkkrebserkrankung im Alter von 71 Jahren.

## Filmografie (Auswahl)
- 1968: The Virgin President
- 1969: Medium Cool
- 1970: Joe – Rache für Amerika (Joe)
- 1971: Tanja Baskin – Anruf genügt (T. R. Baskin)
- 1972: Bill McKay – Der Kandidat (The Candidate)
- 1972: Ganoven auf Abwegen (Steelyard Blues)
- 1973: Kid Blue
- 1973: Schleuderpartie (Slither)
- 1973: Die Freunde von Eddie Coyle (The Friends of Eddie Coyle)
- 1973: Testament in Blei (Crazy Joe)
- 1974: Frankenstein Junior (Young Frankenstein)
- 1976: Taxi Driver
- 1976: Der scharlachrote Pirat (Swashbuckler)
- 1977: Tail Gunner Joe
- 1977: F.I.S.T. – Ein Mann geht seinen Weg (F.I.S.T.)
- 1978: Das große Dings bei Brinks (The Brink’s Job)
- 1979: Dreist und gottesfürchtig (In God We Tru$t)
- 1979: Jagd auf die Poseidon (Beyond the Poseidon Adventure)
- 1980: Outland – Planet der Verdammten (Outland)
- 1980: Blast – Wo die Büffel röhren (Where The Buffalo Roam)
- 1980: Hardcore – Ein Vater sieht rot (Hardcore)
- 1982: Hammett
- 1983: Dotterbart (Yellowbeard)
- 1984: Johnny G. – Gangster wider Willen (Johnny Dangerously)
- 1984: Das Schlitzohr (Turk 182!)
- 1987: Nicht jetzt, Liebling (Surrender)
- 1987: Walker
- 1988: Red Heat
- 1988: Inferno auf Rampe 7 (Disaster at Silo 7)
- 1989: Das Traum-Team (The Dream Team)
- 1989: Gefährlicher Ruhm – Aufstieg und Fall des Oliver North (Guts and Glory: The Rise and Fall of Oliver North)
- 1989: Cannonball Fieber – Auf dem Highway geht’s erst richtig los (Speed Zone!)
- 1990: Kickboxer 2 – Der Champ kehrt zurück (Kickboxer 2: The Road Back)
- 1990: Starfire (Solar Crisis)
- 1991: Mann mit Ehre – Du achtest nur, was du fürchtest (Men of Respect)
- 1992: Malcolm X
- 1992: Bandenkrieg (In the Line of Duty: Street War)
- 1992: … aber nicht mit meiner Braut – Honeymoon in Vegas (Honeymoon in Vegas)
- 1993: Nicht ohne meinen Koffer (Nervous Ticks)
- 1993: Mörderische Hitze (Taking the Heat)
- 1993: Shadow und der Fluch des Khan (The Shadow)
- 1994: New York Killer – Die Kunst des Tötens (Killer)
- 1994: Santa Clause – Eine schöne Bescherung (The Santa Clause)
- 1994: Die Bestie im weißen Kittel (Exquisite Tenderness)
- 1994: Royce
- 1994–1995: Superman – Die Abenteuer von Lois & Clark (Lois & Clark: The New Adventures of Superman, Fernsehserie, Folgen 2x05, 3x01)
- 1995: Akte X – Die unheimlichen Fälle des FBI (The X-Files, Fernsehserie, Episode 3x04: Der Hellseher)
- 1995: Ein Gorilla zum Verlieben (Born to Be Wild)
- 1995: Während Du schliefst (While You Were Sleeping)
- 1996: Love Kills (A Deadly Vision)
- 1996: In the Lake of the Woods
- 1996: Engel mit blutigen Händen (Final Vendetta)
- 1996–1997: Ein Single kommt immer allein (The Single Guy, Fernsehserie, 2 Folgen)
- 1996–2005: Alle lieben Raymond (Everybody Loves Raymond, Fernsehserie, 207 Folgen)
- 1997: Dieser verflixte Kater (That Darn Cat)
- 1998: Dr. Dolittle (Doctor Dolittle)
- 1998: Species II
- 1998: King of Queens (The King of Queens, Fernsehserie, eine Folge)
- 2001: Monster’s Ball
- 2002: Santa Clause 2 – Eine noch schönere Bescherung (The Santa Clause 2)
- 2002: Pluto Nash – Im Kampf gegen die Mondmafia (The Adventures of Pluto Nash)
- 2004: Scooby Doo 2 – Die Monster sind los (Scooby Doo 2: Monsters Unleashed)
- 2006: Santa Clause 3 – Eine frostige Bescherung (The Santa Clause 3: The Escape Clause)
- 2008: Belle – Der Weg zum Glück (All Roads Lead Home)